# 張俊虹
張俊虹（1990年4月16日—），霹雳怡保人，祖籍广东台山，马来西亚史上第一位跳水世界冠军。

## 简历
张俊虹在2016年里约奥运会，搭档潘德雷拉，夺下女子双人10米跳台 （页面存档备份，存于）的银牌，为马来西亚创造了奥运会史上最佳的跳水成绩。她在2017年世界游泳锦标赛 （页面存档备份，存于）女子10米跳台击败中国的奥运金银牌得主任茜和司雅杰拿下世界冠军，国际泳联用“震惊”来形容她的胜利，这也是马来西亚历史上第一位跳水选手获得如此佳绩。
张俊虹也凭着这个世界冠军夺得2017年马来西亚最佳女运动员 （页面存档备份，存于）奖项。
张俊虹也曾和潘德莉拉凭着夺得2016年里约奥运女子双人十米跳台银牌而获得2016年马来西亚最佳女子运动员团队奖项 （页面存档备份，存于）；她们两人也凭着夺得2018年黄金海岸共运会金牌 （页面存档备份，存于）及2018年世界跳水系列赛蒙特利尔站金牌 （页面存档备份，存于）的成绩赢得2018年马来西亚最佳女子运动员团队奖项 （页面存档备份，存于）。
張俊虹小学就读霹雳州怡保育才華小，9岁時到游泳馆学游泳，期間被跳水教练周希洋 （页面存档备份，存于）挑中，次年就开始练习跳水，及至13岁进入武吉加里尔体育学校，开启她的跳水生涯。

### 2016年里约奥运会
经历了2012年伦敦奥运会在女子双人跳台项目的失败（潘德蕾拉搭配梁敏仪在8支队伍里排行第7），马来西亚跳水队总教练杨祝梁开始安排长期专攻跳板项目的张俊虹转攻跳台，分别搭配梁敏仪及潘德蕾拉在不同比赛试验效果，2014年张俊虹与梁敏仪在2014年跳水世界杯获得双人跳台亚军，但到了2015年，为了迎战隔年的里约奥运会，杨祝梁让张俊虹重新改配潘德蕾拉出战双人跳台，两人最后一次搭档是在2007年的东运会，当时两人获得了金牌。
在2016年跳水世界杯双人十米跳台项目，张俊虹与潘德蕾拉搭配获得亚军，也顺利获得晋级2016年里约奥运的资格，由于奥运参赛资格隶属国家而非个人，而且当时张俊虹已经入围女子个人和双人三米跳板项目，马来西亚媒体纷纷猜测，杨祝梁会否为了让参加了四届奥运会的梁敏仪继续参赛，而维持2012年伦敦奥运会女子双人跳台的阵容（潘德蕾拉搭配梁敏仪）。
无论如何，杨祝梁最后决定拆伙，确定张俊虹搭配潘德蕾拉出战2016里约奥运会的双人跳台项目，杨祝梁在接受媒体访问为何奥运四朝元老梁敏仪最后梦碎里约奥运时，他回答：“这是实力的选择” （页面存档备份，存于）。
张俊虹与潘德蕾拉随后不负众望，仅仅以不到10分的差距输给中国“梦之队”的陈若琳和刘惠瑕。比赛在第四轮出现转折，由于中国队出现失误，仅获75.84分，而马来西亚队则获得该轮所有队伍中的最高分79.68分，导致中国队的领先优势一度缩小到只有4.86分，让金牌归属产生悬念。无论如何，中国队在第五轮跳出87.36的全场最高分，马来西亚队发挥也不俗，获得82.56分，最后中国队只以9.66分的微弱优势赢得金牌，马来西亚队344.34分获得银牌，加拿大队336.18分获得铜牌。
赛后，中国跳水队领队周继红在受访时说，“领先5分在女子跳台项目里根本不是分 （页面存档备份，存于）”，她承认自己在比赛进行时，“确实有点坐不住”。
奥运五金得主陈若琳赛后受访时也表示，这场比赛是她比了那么多年来，“最紧张，最害怕” （页面存档备份，存于）的一场比赛，可见当时马来西亚队的张俊虹和潘德蕾拉在比赛中是多么地逼近她们，甚至一度有机会夺得马来西亚史上第一面奥运金牌。

## 主要战绩
- 2010年 亞洲運動會 女子1公尺单人跳板 铜牌
- 2014年 亞洲運動會 女子双人3公尺跳板 银牌
- 2014年 亞洲運動會 女子3公尺單人跳板 铜牌
- 2014年 跳水世界杯 女子双人10公尺跳台 银牌
- 2015年 东南亞運動會 女子3公尺單人跳板 金牌 （三連冠）
- 2016年 跳水世界杯 女子双人10公尺跳台 银牌
- 2016年 奥运会 女子双人10公尺跳台 银牌
- 2017年 跳水世界锦标赛 女子10公尺雙人跳台 銅牌
- 2017年 跳水世界锦标赛 女子10公尺单人跳台金牌
- 2018年 共和聯邦運動會 女子10公尺雙人跳台 金牌
- 2018年 跳水世界系列赛蒙特利尔站 女子10公尺雙人跳台 金牌

只列出曾進入三甲的國際賽事成績：
| 年份   | 賽事                   | 項目         | 拍檔     | 成績   | 成績 |
| ------ | ---------------------- | ------------ | -------- | ------ | ---- |
| 2016年 | 奧林匹克運動會跳水比賽 | 女雙10米高台 | 潘德莉拉 | 344.34 | 銀牌 |
| 2017年 | 世界游泳锦标赛跳水比賽 | 双人10米跳台 | 潘德莉拉 | 309.66 | 铜牌 |
| 2017年 | 世界游泳锦标赛跳水比賽 | 10公尺跳台   | 不適用   | 397.50 | 金牌 |